# Lincoln Town Car
De Lincoln Town Car was een lange luxe-sedan van Lincoln die van 1981 tot 2011 door Ford Motor Company geproduceerd werd. De naam Town Car verwijst naar een autotype uit de jaren 1920 dat vooraan open en achteraan gesloten was. Het model was het vlaggenschip van Lincoln en stond bekend om zijn ruime binnen- en buitenafmetingen. De Town Car was een van de bestverkochte, veiligste, langste en duurste Amerikaanse luxewagens in de Verenigde Staten en Canada. Het is nog steeds de meest als limousine en gechauffeerde auto gebruikte wagen in de Verenigde Staten. De Town Car is ook gepantserd verkrijgbaar.
Een paar jaar geleden dacht Ford erover de Town Car stop te zetten toen beslist werd om de assemblagefabriek in Wixom (Michigan) in 2007 te sluiten. Men besloot het model te behouden en de assemblage ervan te verhuizen naar Ontario, Canada. De Lincoln Town Car is gebaseerd op hetzelfde platform als de Ford Crown Victoria, Mercury Grand Marquis en Mercury Maurader. In 2011 werd de laatste Lincon Town Car geproduceerd. De Ford Crown Victoria, Mercury Grand Marquis en Mercury Marauder zijn inmiddels ook uit productie genomen.

## Eerste generatie

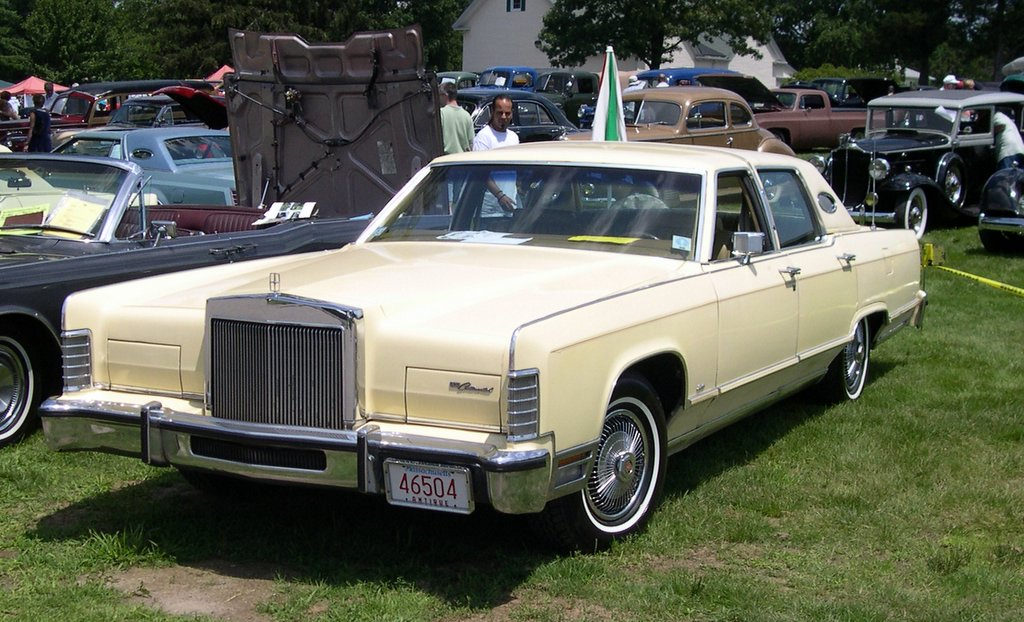
Continental Town Car uit 1978.

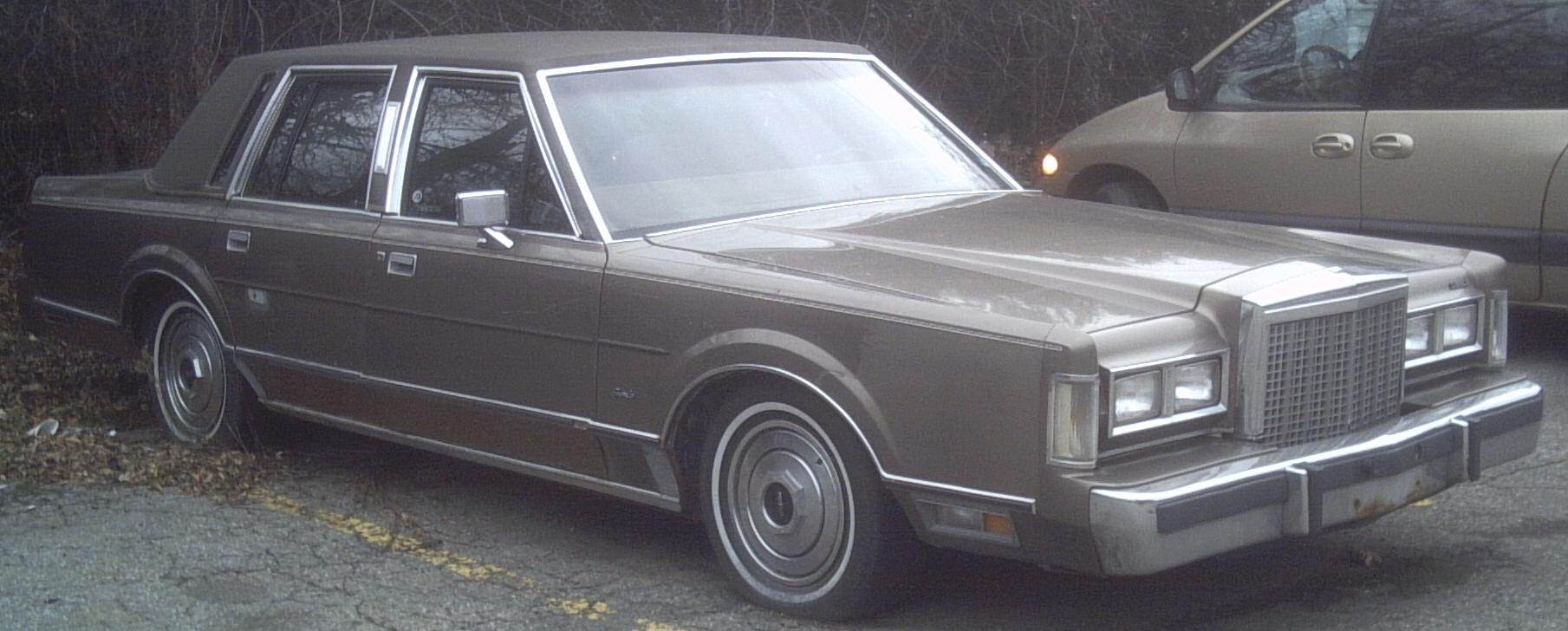
Town Car uit 1985-1987.

De eerste Lincoln Town Car was een auto die in 1922 speciaal voor Henry Ford was gebouwd. In 1959 was Town Car de topversie van de Lincoln Continental. In 1969 verscheen de naam opnieuw als een optiepakket op datzelfde model. Van 1971 tot 1980 duidde de naam opnieuw de topversie aan.
In 1981 volgde de Town Car de Continental op als het topmodel van Lincoln. De carrosserie en het radiatorrooster leken ook sterk op die van de voorganger. In het interieur werden de zetels, het dashboard en de deurpanelen hertekend. Buiten waren de zijpanelen geheel vernieuwd en de achterzijde aangepast. De twee vierkante koplampen waren niet langer bedekt zoals bij de Continental. Het dak van de Town Car was vooraan van metaal en achteraan van vinyl, net als bij de vroegere Continental Town Car. Optioneel was ook stof mogelijk.
De Town Car werd ook rijkelijk van luxe voorzien. Zo kregen de Cartier- en
de Signature-versies een lederen interieur en een optionele
boordcomputer met digitaal scherm en kregen alle varianten het Premium Sound
-audiosysteem met zes luidsprekers. De duurdere versies konden ook uitgerust worden
met een klavier dat met een vijfcijferige code toegang verschafte.
Onder de motorkap kreeg de Town Car een nieuwe 5 liter V8 van 150 pk, gekoppeld aan een viertrapsautomaat.
In 1985 kreeg de Town Car een kleine face-lift. Nieuw waren een reflector die horizontaal tussen de achterlichtblokken liep en het radiatorrooster. Verder kreeg het model ook nieuwe ergonomischer zetels met verstelbare hoofdsteunen. In deze periode verkleinde grote concurrent Cadillac haar modellen waarna Lincoln de Town Car begon te adverteren met wat een luxe-auto zou moeten zijn.
In 1988 volgde nog een kleine face-lift. De Town Car kreeg opnieuw de grille van voor 1985 en er kwam ook een cd-speler op de optielijst.

## Tweede generatie

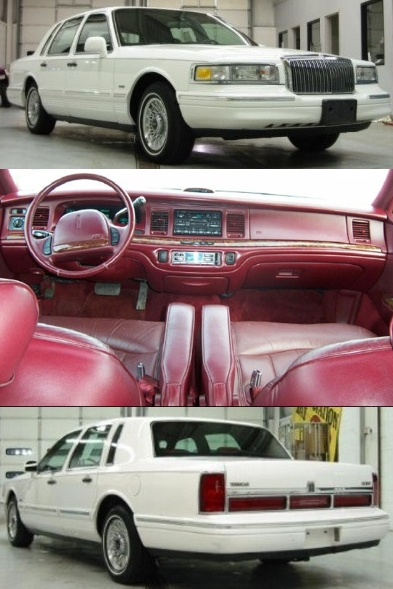
Town Car uit 1995.

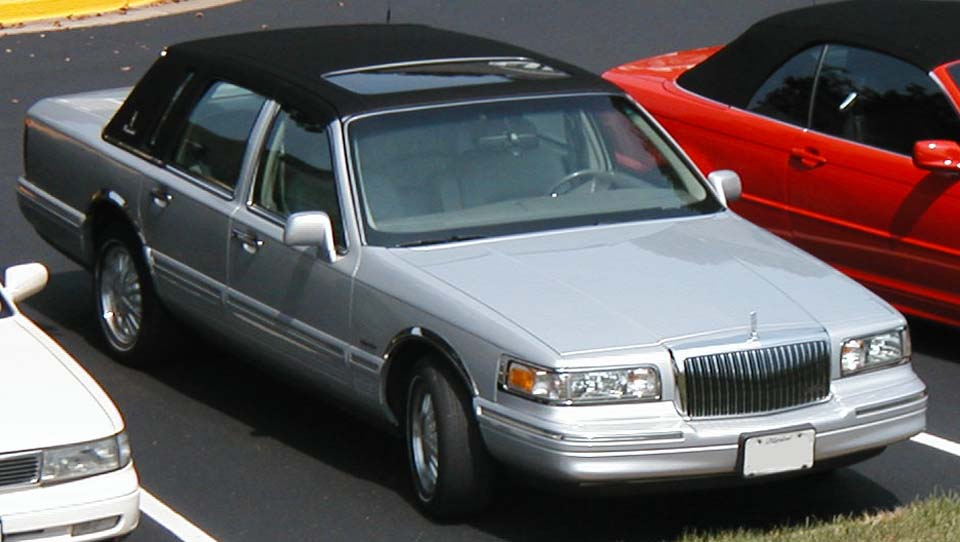
Town Car uit 1995-1997 met vinyl dak.

In 1990 verscheen een volledig vernieuwde Town Car. Die was te verkrijgen in vier uitrustingsniveaus: het basismodel, Executive (vanaf 1991), Signature en Cartier, waarbij de laatstgenoemde de best uitgeruste en duurste versie was. Ook verdwenen de hoekige stijl en het Rolls-Royce-achtige radiatorrooster van de eerste generatie. De Town Car kreeg een modernere aerodynamischer aanblik. De in vooruitstekende flanken ingebouwde parkeerlichten werden bij de koplampen gevoegd
die om de flanken gebogen werden. De achterzijde bleef wel op het vorige model gelijken, met onder andere het behoud van de horizontale reflector tussen de achterlichtblokken. Binnenin werden het dashboard, de zetels en de deurpanelen vernieuwd.
Verder kreeg deze tweede generatie ook allerlei nieuwigheden mee. Daaronder elektrisch verstelbare zetels met geheugen en digitale instrumenten. Qua veiligheid werd de bestuurdersairbag standaard en werden een tweede airbag en antiblokkeersysteem een optie.
Onder de motorkap was opnieuw de 5 liter V8 van voorheen te vinden. In 1991 werd daar ook Fords nieuwe 4,6 liter V8 beschikbaar. De overbrenging bleef een viertrapsautomaat. In 1991 werden ook de tweede airbag en ABS standaard.
In 1993 volgde een kleine face-lift met een herzien radiatorrooster en een digitale klimaatregeling in de plaats van de manuele.
De tweede Town Car was een succes met een jaarlijkse afzet van meer dan 100.000 stuks rond 1990. Het topjaar was 1990 met 148.689 verkopen. Toen Cadillac in 1996 de Fleetwood stopzette was de Town Car de enige traditionele Amerikaanse luxewagen op de markt.

Voor modeljaar 1995 onderging de Town Car een volgende kleine face-lift. Buiten werden de koplampen kleiner en werden achteraan lampen toegevoegd. De binnenzijde werd herzien met een nieuw dashboard en stuurwiel, nieuwe zetels en nieuwe deurpanelen. Het hoekige interieurdesign werd ook gemoderniseerd met afgeronde elementen. Aan het digitale instrumentarium werd ook Average Speed toegevoegd. Deze optie berekende de gemiddelde snelheid over een bepaalde periode en bleef tot 2005 aanwezig.
Van deze tweede generatie verschenen ook enkele speciale edities:
- Jack Nicklaus Signature Series (1992-93): Groene lak met wit vinyl dak, gouden belettering en ornamenten en wit lederen interieur met groene afwerking.
- Spinnaker Edition (Signature Series, 1995): Tricoat-lak, het Spinnaker logo op de vloermatten en 16 inch aluminium spaakvelgen.
- Diamond Anniversary Edition (Signature Series, 1996) n.a.v. Lincolns 75ste verjaardag: sierlijn, lederen interieur, houtafwerking, emblemen, telefoon, dakraam, audiosysteem e.a.

Nog in 1996 werd het Ride Control-pakket geïntroduceerd voor de Signature- en Cartier-varianten en het Touring Edition-pakket voor alle Town Cars. Beiden bestonden uit extra uitrusting en verdwenen na 1997 al uit de catalogus. Touring Edition verscheen nog kort terug in het modeljaar 1998-2003.

## Derde generatie

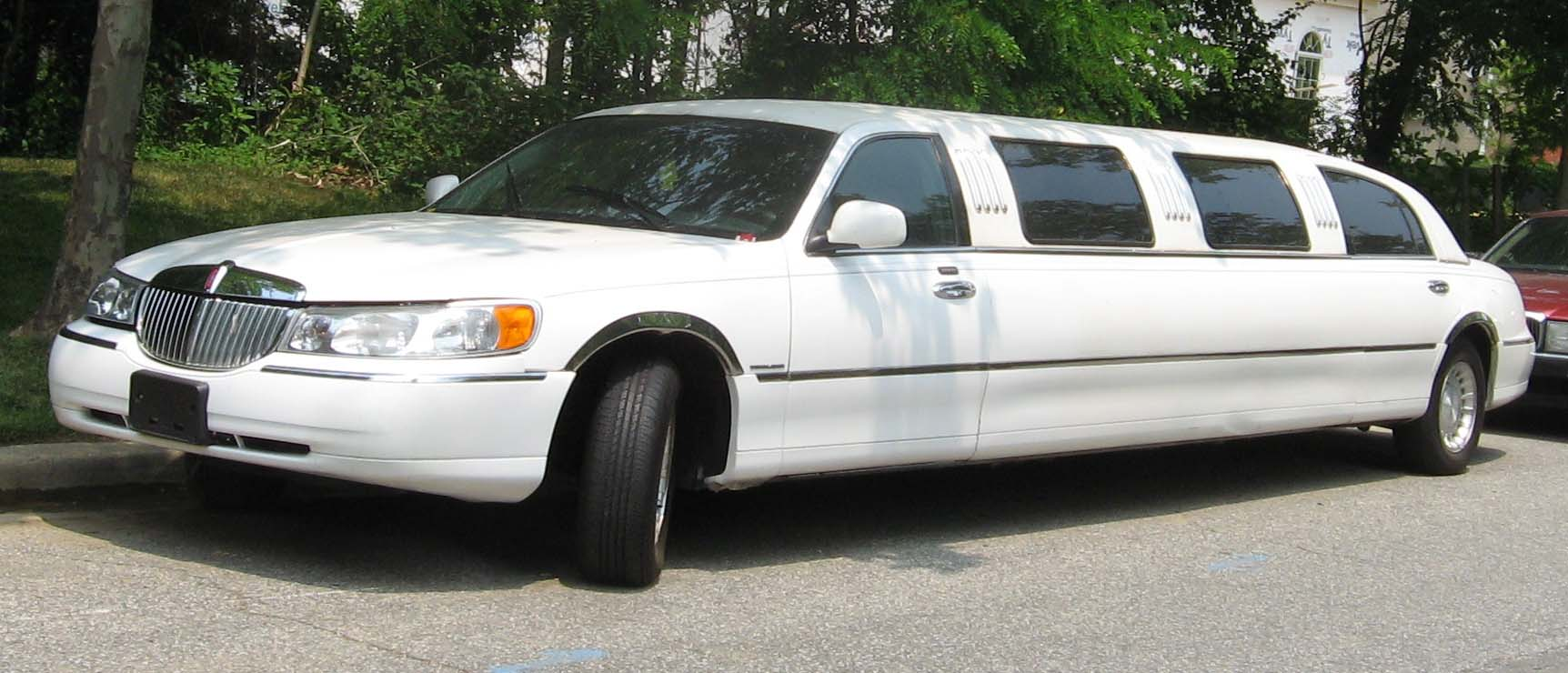
superstretch Town Car uit 1998-2002.

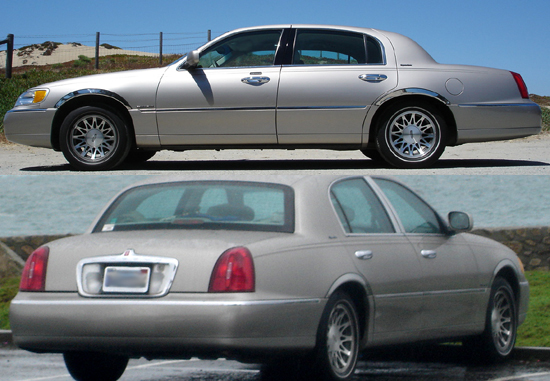
Town Car uit 2002.

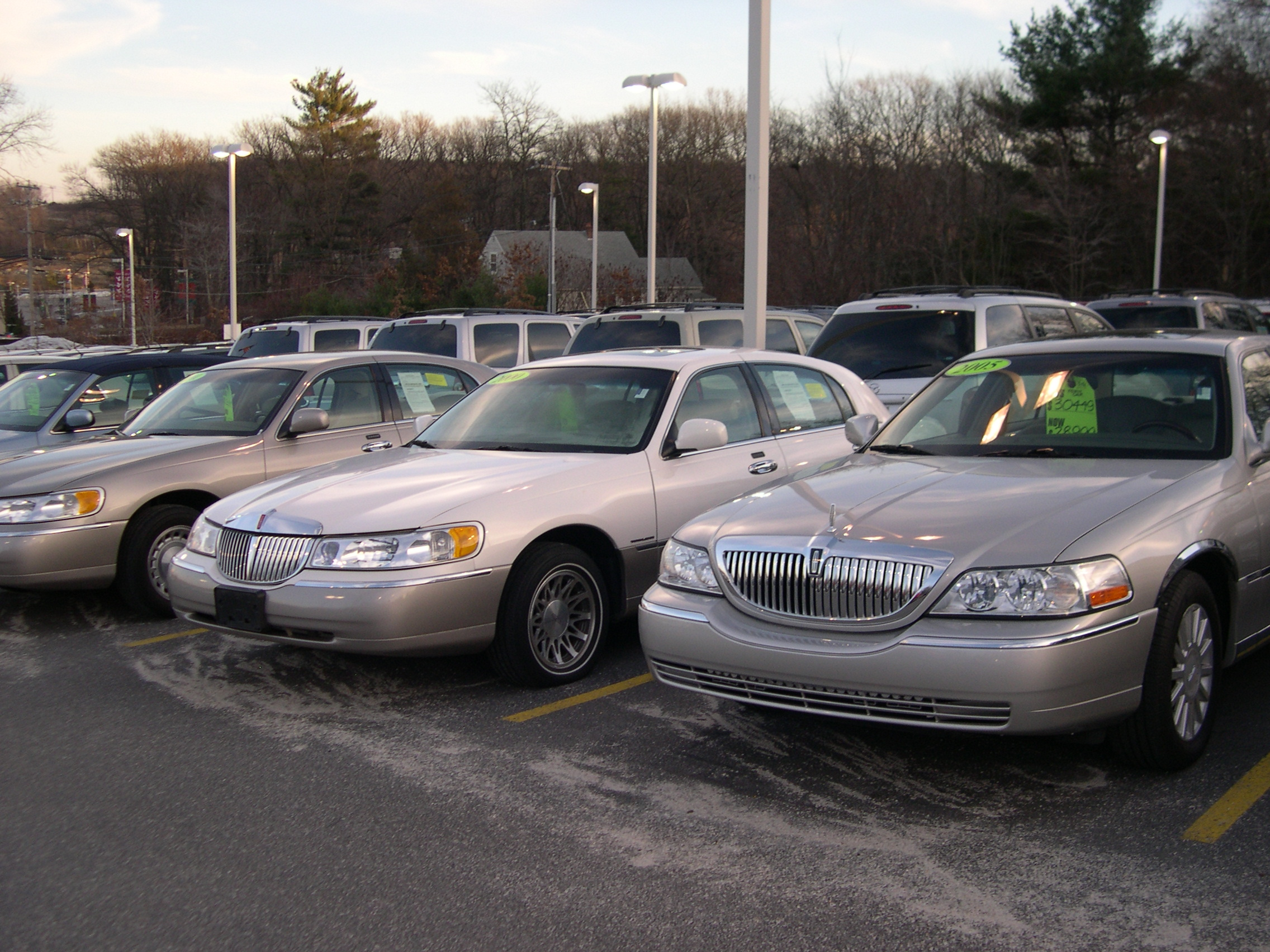
Town Cars uit 1998 (links) en 2005.

In 1998 verscheen de derde generatie van de Lincoln Town Car met een geheel nieuw koetswerk. De nieuwe lijnen waren ronder met scherper hoeken en het ornament op de motorkap verdween. De auto werd 7,6 cm korter, 5 cm breder, 2,5 cm hoger en 272 kg zwaarder. Ook de wielbasis werd iets langer. Ook binnenin werd alles hertekend. Het instrumentarium en de deurpanelen werden vernieuwd en kregen extra houtinleg en de knoppen van de verstelbare zetels verhuisden naar de deuren die samen met de achterbank ook extra Lincoln-emblemen kregen. Tevens was er de optie leverbaar van verstelbare pedalen met geheugen. Ook de elektrische kofferbak sluiter was te bestellen.
Optioneel kon de Town Car ook in L-versie verkregen worden: een verlengde versie met 15 cm extra beenruimte achteraan en verschuifbare voorstoelen.
Onderhuids kreeg de Town Car opnieuw Fords 4,6 liter Modular V8 mee. Die leverde eerst 205 pk en later zelfs 220 op de speciale Touring Sedan uitvoeringen en Cartier uitvoeringen. Dit kwam met name door de dubbele uitlaat. Bredere banden, andere wielen en een ander onderstel waren de overige kenmerkend voor de Touring Sedan uitvoeringen. Qua interieur hadden de Touring Sedans een donkere kleur houteffect. De versnellingsbak was nog steeds een automaat met vier versnellingen.
Een kleine facelift in 2003 bracht het ornament op de motorkap terug en introduceerde tandheugel-besturing. Ook werd een ultrasonische parkeerhulp standaard op alle versies behalve het basismodel. Het interieur kreeg enkele kleine aanpassingen. In 2003 werd ook de Cartier-topversie geschrapt. In 2004 heette het topmodel Ultimate en sinds 2005 Signature L.
De laatste generatie kende de volgende variaties : het basismodel, de Signature, in de middenmoot de Signature Limited, in de hogere middenmoot de Designer Series en als topmodel de Signature L. De prijzen van die modellen varieerden van ongeveer EUR 30.000 tot 35.000.

## Uitrustingsniveaus
- Executive Series (1981+): Het basismodel. Deze designatie wordt sinds 2003 enkel gebruikt op modellen voor wagenparken.
- Signature Series (1981+): Tot 2003 het tussenmodel en de populairste variant. Na 2003 werd dit het basismodel.
- Signature Limited (2005+): Het middenmodel boven de Signature en onder de Signature L.
- Signature L (2005+): Het topmodel.
- Cartier (1981-2003): Het topmodel tot 2003.
- Ultimate (2004): Het middenmodel.
- Ultimate L (2004): Het topmodel.
- L Edition (2001+): Het model met verlengde wielbasis. Deze versie bood extra binnenruimte en gescheiden voor- en achtercompartiment. De optie was beschikbaar voor de Cartier (2003), de Ultimate (2004) en de Signature (sinds 2005).
- Designer Series (2006+): Hoger middenmodel tussen de Signature Limited en de Signature L met extra uitrusting.

## Verkoop
De verkoopcijfers waar beschikbaar:

| Jaar | # verkoop |
| ---- | --------- |
| 1989 | ~127.000  |
| 1990 | 148.689   |
| 1991 | ~125.000  |
| 1992 | ~113.000  |
| 1993 | ~117.000  |
| 1994 | 120.121   |
| 1995 | 92.673    |
| 1996 | 93.598    |
| 1997 | 92.297    |
| 1998 | 97.547    |
| 1999 | 84.629    |
| 2000 | 81.399    |
| 2001 | 66.859    |
| 2002 | 59.312    |
| 2003 | 56.566    |
| 2004 | 51.908    |
| 2005 | 47.122    |